# Calyptrochaeta odontoloma
Calyptrochaeta odontoloma là một loài rêu trong họ Daltoniaceae. Loài này được Dusén ex Matteri Matteri mô tả khoa học đầu tiên năm 1985.